# Wehrheim
Wehrheim är en kommun och ort i Hochtaunuskreis i Regierungsbezirk Darmstadt i förbundslandet Hessen i Tyskland.